# عبد الحق رفيق برارحي
عبد الحق رفيق برارحي (مواليد 1940–26 فيفري 2018)، سياسي جزائري، شغل منصب وزير للتعليم العالي والبحث العلمي بـحكومة عبد الغني الأولى، ووزير الشباب والرياضة.

## وفاته
توفي يوم 26 فيفري 2018 عن عمر 78 عامًا، دُفن بمقبرة العالية.